# 斯氏副棘鮃
斯氏副棘鮃為輻鰭魚綱鰈形目鰈亞目牙鮃科的其中一種，分布於東大西洋區，從塞內加爾至安哥拉海域及半鹹水域，棲息深度0-50公尺，體長可達16公分，棲息在沿岸沙泥底質底層水域、河口區，會進入淡水，以魚類、甲殼類等為食，生活習性不明，可作為食用魚。

## 扩展阅读
維基物種上的相關：斯氏副棘鮃